# Базелевщина (Ямпольский район)

Базелевщина (укр. Базелівщина) — село,
Белицкий сельский совет,
Ямпольский район,
Сумская область,
Украина.
Код КОАТУУ — 5925680303. Население по переписи 2001 года составляло 2 человека .

## Географическое положение
Село Базелевщина находится на расстоянии в 1 км от села Александровское, в 2,5 км — село Косинское, в 3-х км — село Белица.
К селу примыкает большой лесной массив урочище Кремлянская Дача.